# 젤레니섬

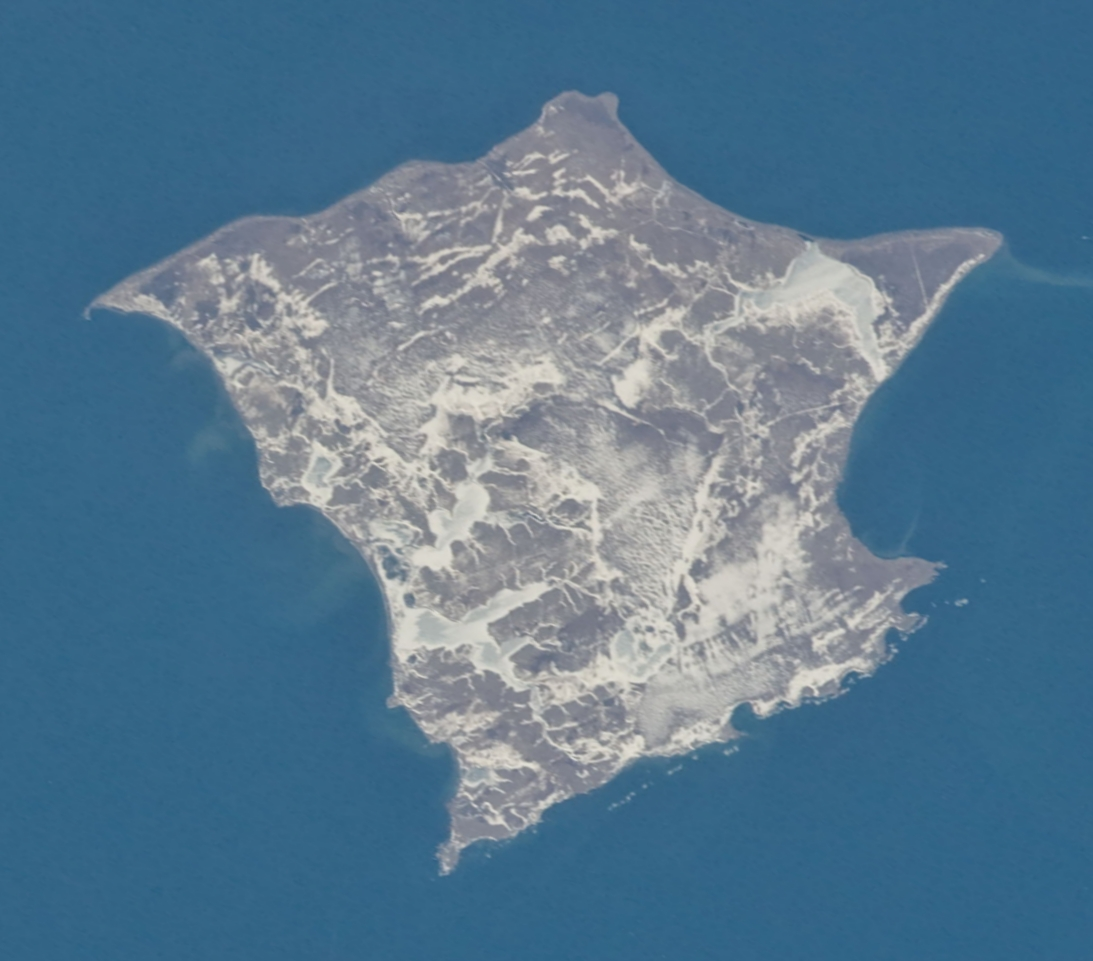

젤레니섬(러시아어: о.Зеленый, 일본어: 志発島 시보쓰토[*])은 쿠릴 열도의 하보마이 군도에 있는 작은 섬이다. 면적은 약 45 제곱킬로미터이고, 러시아의 점령·실효 지배하에 있으나, 일본이 영유권을 주장하고 있다.
하보마이 군도 가운데에서는 최대의 섬이다. 여름이 되면 다시마를 채취하러 오는 어민이 이주해 온다. 여름에만 영업하는 식당도 있다. 러시아 연안 경비대가 상주하고 무인도이다. 전쟁 전의 인구는 2149명이었다.